# Taekwondo nos Jogos Olímpicos de Verão da Juventude de 2014 - -48 kg masculinos

As provas de Taekwondo -48 kg masculinos nos Jogos Olímpicos de Verão da Juventude de 2014 decorreu a 17 de Agosto no Centro Internacional de Exposições de Nanquim em Nanquim, China. Mahdi Eshaghi (Irão) foi medalha de Ouro, Wang Chen-Yu do Taipé Chinês foi Prata e o Bronze foi repartido entre o alemão Daniel Chiovetta e o francês Stephane Audibert.

## Medalhistas
| Ouro   | IRI Mahdi Eshaghi                          |
| Prata  | TPE Wang Chen-Yu                           |
| Bronze | GER Daniel Chiovetta FRA Stephane Audibert |

## Resultados das finais
Nota: Os semi-finalistas derrotados ganham ambos o Bronze.
|  | Semifinal             | Semifinal         |    |  | Final            | Final |  |
|  |                       |                   |    |  |                  |       |  |
|  |                       |                   |    |  |                  |       |  |
|  | TPE Wang Chen-Yu      | 14                |    |  |                  |       |  |
|  | GER Daniel Chiovetta  | 9                 |    |  |                  |       |  |
|  |                       |                   |    |  |                  |       |  |
|  |                       |                   |    |  |                  |       |  |
|  |                       |                   |    |  | TPE Wang Chen-Yu | 9     |  |
|  |                       | IRI Mahdi Eshaghi | 17 |  |                  |       |  |
|  |                       |                   |    |  |                  |       |  |
|  |                       |                   |    |  |                  |       |  |
|  |                       |                   |    |  |                  |       |  |
|  |                       |                   |    |  |                  |       |  |
|  | FRA Stephane Audibert | 0                 |    |  |                  |       |  |
|  | IRI Mahdi Eshaghi     | 16                |    |  |                  |       |  |